# لی نا-لائه
لی نا-لائه (کره‌ای: 이 나래؛ زادهٔ ۱ ژانویهٔ ۱۹۷۹) کشتی‌گیر اهل کره جنوبی است.